# 南都諸白
南都諸白（なんともろはく）とは、安土桃山時代から江戸時代中期にかけて、最上質の清酒として名声を保った奈良流の酒の総称である。室町時代、奈良の正暦寺は、諸白仕込み・菩提酛造り・三段仕込み・上槽・火入れなどの近代の日本酒造りの基礎となる製法を完成させており、しばしば正暦寺は「清酒発祥の地」「日本酒発祥の地」と呼ばれる。このような僧坊酒の製法は奈良町方の造り酒屋に受け継がれ、「南都諸白（なんともろはく）」と呼ばれて高い名声を誇った。

## 概要
中世の日本では僧坊で酒を醸造することが盛んにおこなわれ、中でも大和国の僧坊では麹米・掛米とも精白米を用いる諸白仕込みの技法が開発されるとともに当時最先端の醸造技術が集積し、僧坊酒は支配階級の間で高い評価を得ていた。特に菩提山正暦寺が産した菩提泉は天下第一の僧坊酒として名高く、朝廷や室町将軍も愛飲する優れた酒であった。安土桃山時代に酒造りの主流は僧坊から町の造り酒屋に移っていったが、僧坊で確立された諸白造りの技術を受け継いだ奈良流の清酒は南都諸白と呼ばれて引き続き名声を博した。江戸時代になると奈良の造り酒屋が江戸に出店を構え、南都諸白は南都江戸下り酒としてブランドを確立し、江戸初期から中期には将軍御膳酒となるなど、随一の銘醸地の地位を確かなものとした。江戸中期に、下り酒の主流が奈良流に改良を加えて大量生産方式を確立した伊丹流、池田流などに移るとともに、高級清酒「南都諸白」に倣った「○○諸白」が各地に生まれることとなった。

## 歴史

### 僧坊酒と諸白仕込み
諸白仕込みは、現在の清酒と同様に麹米・掛米とも精白米を用いる手法で、室町時代に大和国の僧坊において考案された。室町時代以前は、玄米のみで、あるいは掛米にのみ白米を用いて酒造りが行われていた。『御酒之日記』（1429-1466年推定成立）に、奈良郊外の菩提山正暦寺で造られていた菩提泉の醸造法として「白米壱斗澄程可洗」と記されていて、そのころにはすでに諸白仕込みの技法が確立されていたと考えられている。中世大和の僧坊酒としては、「菩提泉」の他に談山妙楽寺の「大和多武峯酒（やまとたふのみねざけ）」、山辺郡釜口の「長岡寺酒」、奈良東郊一乗院領の「中川寺酒」などが知られた。

### 天下第一の僧坊酒「菩提泉」
中世末に正暦寺や興福寺諸坊を中心に、諸白仕込みに加えて、菩提酛、煮酛、三段仕込み、上槽、火入れといった技術を集積し巧みに組み合わせた諸白造りの技法が確立し、上質の澄み酒を造れるようになった。洗練された技術で醸される「奈良の僧坊酒」は支配階級の間で最も愛好された酒であった。

中でも菩提泉は、「奈良捶（ならたる）」「奈良」「奈良酒」「山樽」として聞こえ、天下第一の僧坊酒として興福寺大乗院門跡を通じて朝廷で特に愛飲された。また、室町幕府九代将軍義尚は、菩提泉を「酒に好悪有り。興福寺より進上の酒もっとも可なり」と称賛したことが『蔭涼軒日録』に記されている。1522年（大永2年）に興福寺大乗院の経尋は『経尋大僧正記』で「無上之酒山樽」「名酒山樽」と讃えている。

### 「菩提泉」から奈良流「南都諸白」へ
「諸白」の語が現れるのは1576年（天正4年）以降の『多聞院日記』においてである。このころには僧坊で確立された諸白造りの製法が奈良町方の造り酒屋に広まって、諸白は清酒を意味する語となり、奈良流の清酒「南都諸白」は高く評価された。

1582年（天正10年）5月、織田信長が明智光秀に饗応を命じ、武田勝頼討伐に功をなした徳川家康を安土城でもてなした「安土饗応」で、興福寺の南都諸白（山樽）が「比類無シトテ、上一人ヨリ下万人称美」と絶賛されたことが『多聞院日記』に記されている。

ポルトガル宣教師イエズス会による『日葡辞書』（1603年）には「諸白(morofacu)」の語が掲げられ「日本で珍重される酒で、奈良 (Nara)で造られるもの」と説明されていて、当時唯一奈良だけで生産されていた諸白の評価が客観的に理解できる。

### 南都諸白の江戸進出と「下り酒」
江戸時代初期、1613年（慶長18年）の絶頂期に、奈良酒は5万石（9000kL）の酒造高を上げ、日本最大の酒産地であった。

1614年（慶長19年）11月、大坂冬の陣に向かう徳川家康が奈良に軍をとどめた際、奈良の酒造家正法院八左衛門が南都諸白を献上して嘉賞され、大坂の陣中にも届けたことが言い伝えとして残っている。

当時随一の銘醸地であった奈良の町衆酒屋は逸早く江戸に進出し、元和年間（1615～1624）には日本橋界隈に13軒が「江戸酒屋」と呼ばれた出店を構え「南都江戸下り酒屋」として下り酒の先鞭を付けた。このころから、上方から江戸に下った優れている物や高級品を「下り物」、そうでない地物を「下らない物」というようになった。

### 将軍御膳酒となった南都諸白
1628年（寛永5年）に奈良の町衆酒屋菊屋治左衛門、1630年（寛永7年）に同じく正法院八左衛門が、若年寄支配の御本丸御用酒屋に任命され南都諸白を将軍家の御膳酒として上納することとなった。奈良から江戸送りされた南都諸白は江戸在勤の有力大名の要望にも応じ、また、贈答用として大名から将軍家へ上納されていたことが『徳川実紀』から確認できる。

奈良（南都）は、中世後期から近世前期にかけて名酒を生産し続けた由緒ある銘醸地として江戸幕府から別格の扱いを受け、近世を通じ御賄所御用酒屋として御膳酒の上納を勤めた。17世紀後半から18世紀初頭にかけて、江戸幕府はたびたび酒造制限令を出しているが、奈良については一貫して酒造制限が免除・緩和されている。

### 「諸白」の広がり
南都諸白は、向井元升の『庖厨備用倭名本草』（1684年）に「日本ノ名酒ニハ南都ノ諸白、此酒ムカシヨリ其ノ名天下ニアラハレ、今ニ至リテコレニ及ブハナシ」、人見必大の『本朝食鑑』（1697年）に「和州南都ノ造酒第一ト為ス、而シテ摂州ノ伊丹、鴻池、池田、冨田之ニ次グ」、寺島良安の『和漢三才図会』（1712年）に「醑醇（しょじゅん）（美酒）ノ名ヲ得」と賞賛された。

南都諸白の名声を受けて奈良流の酒造りが各地に広がった結果、1684年に「鴻池諸白」、1694年に「伊丹諸白」の名が現れ、『本朝食鑑』に「和ノ南都及ヒ摂ノ伊丹、池田、鴻池、豊田〔ママ〕等ノ処、諸白酒ヲ造テ、難波、江都二運転ス。最モ極上品也」と記されているように、醸造地名を冠した「○○諸白」なる酒銘が多数生まれ、銘醸地になっていった。

江戸期を通じて各地に広がっていった銘醸地の源流である奈良はまさに「最古の銘醸地」と呼ぶにふさわしいと言える。

## 製法
南都諸白の名は「諸白造り」に由来する。

元来、諸白とは、麹米・掛米ともに精白米を用いて酒を仕込む方法であるが、大和の僧坊ではそれに加えて酛（酒母）、三段仕込み、上槽、火入れといった技法を巧みに組み合わせて上質の澄んだ酒を造るようになったことから、諸白は清酒を意味する語となり、その醸造法を包括して諸白造りと呼ぶようになった。諸白造りは中世に奈良で開発・集積された当時最先端の清酒醸造技術であり、これを奈良流と言う。その技術は今日にまで受け継がれ、近代醸造法の基礎となっている。

## その他
- 南都諸白の生産で大量に出るようになった酒粕を使った名産品が奈良漬である。奈良漬が粕漬を代表する地位を得たのは南都諸白に負うところが大きかった。[7]
- 『雍州府志』（1682-1686年）に「京北、町口一条の北、酒店に、重衡と称するものあり。平ノ重衡、南都伽藍を滅ぼす。およそ、酒、古へより、南都をもつて勝れりとす。この酒味、南都の酒に勝る。故に、この号あり[27]」とあり、あまり評価の高くなかった京都の酒の伝統を捨てて諸白の醸造に転じた洛中の造酒家が平重衡の南都焼討の故事にちなみ「重衡」を名乗って、当時随一の銘醸地であった奈良の酒よりすぐれていると誇示しようとしたエピソードを記している[7]。
- 2024年12月5日（日本時間）、ユネスコは日本の「伝統的酒造り」（日本酒、焼酎、泡盛等）を無形文化遺産に登録することを決めた[28]。この「伝統的酒造り」うち日本酒については、500年以上前に確立された南都諸白を原型とする清酒の醸造技術を中心に評価されたものである。